# Ondine (Label)
Ondine ist ein finnisches Label für klassische Musik, das 1985 von Reijo Kiilunen gegründet wurde, ursprünglich um Aufnahmen der Savonlinna-Opernfestspiele zu veröffentlichen. Es hat seinen Sitz in Helsinki. Seit 2009 ist Ondine Teil der Naxos-Gruppe.
Bisher hat Ondine ca. 600 CDs, SACDs und DVDs veröffentlicht. Der Schwerpunkt liegt auf finnischen Komponisten und Interpreten. Bekannt sind z. B. die Aufnahmen der Werke von Einojuhani Rautavaara oder Kaija Saariaho. Daneben finden sich viele skandinavische und auch baltische Künstler wie Erkki-Sven Tüür oder Pēteris Vasks im Programm wieder. Unter den Veröffentlichungen sind viele Ersteinspielungen.